# Coulonges (Charente)
Coulonges – miejscowość i gmina we Francji, w regionie Nowa Akwitania, w departamencie Charente.
Według danych na rok 1990 gminę zamieszkiwało 135 osób, a gęstość zaludnienia wynosiła 45 osób/km² (wśród 1467 gmin regionu Poitou-Charentes Coulonges plasuje się na 858. miejscu pod względem liczby ludności, natomiast pod względem powierzchni na miejscu 1124.).